# Filskov
Filskov ist ein Ort in Südjütland (Jütland) und liegt in der Kommune Billund in Dänemark. 
Filskov gehörte vor 1970 zu Harde Nørvang Herred im damaligen Vejle Amt, danach zur Grindsted Kommune im erweiterten Ribe Amt. Seit der Kommunalreform am 1. Januar 2007, gehört Filskov zur Billund Kommune. Filskov liegt in der  Kirchspielgemeinde Filskov.

## Söhne und Töchter des Ortes
- Ole Kirk Christiansen (1891–1958), Erfinder der Lego-Bausteine
- Frederik Vesti (* 2002), Automobilrennfahrer